# Galamina
A galamina (nome comercial: Flaxedil) é um fármaco usado como bloqueador neuromuscular. Tem ação prolongada de 30 a 120 minutos. Causa taquicardia grave, por bloquear os receptores muscarínicos do coração. Sua velocidade de ação de início é lenta, mas a duração de sua ação é longa.
Pertence a uma gama de substitutos sintéticos do curare, que foram descritos em 1949 por Daniel Bovet. Este fármaco foi o primeiro substituto sintético útil da tubocurarina.